# شاهدخت توکوشی
شاهدخت توکوشی (به ژاپنی: 篤子内親王)؛ ۱۰۶۰ – ۱۱۱۴ (۵۳−۵۴ سال)) کوگو، همسر امپراتور هوریکاوا اهل ژاپن بود.